# قانون مورفي

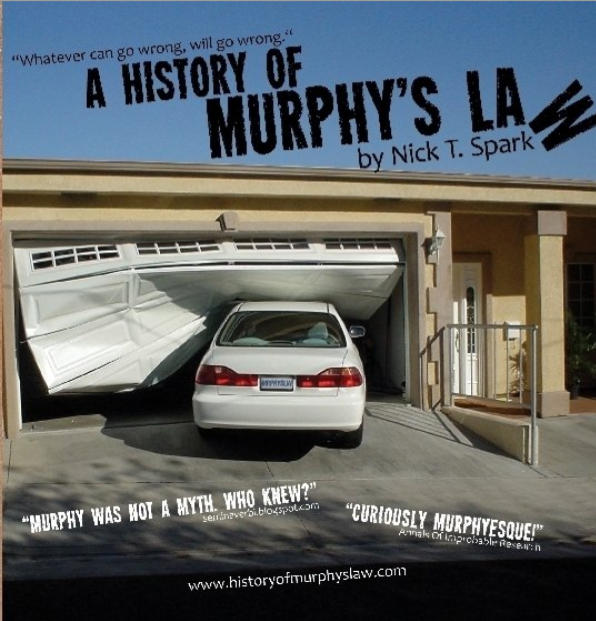
غلاف مجلة يؤرخ قانون مورفي

قانون مورفي (بالإنجليزية: Murphy's law)‏ هو عبارة عن مجموعة من الأقوال المأثورة والإبيجراما التي تنص على أن: «أي شيء بإمكانه أن يسير في الاتجاه الخاطئ، سوف يسير بالاتجاه الخاطئ».

## تاريخ
قد يكون القانون مفهوماً قديماً قدم الإنسانية ولكن هذا القانون تمت تسميته نسبة إلى الكابتن إدوارد مورفي والذي كان يعمل مهندساً في قاعدة إدواردز الجوية في الولايات المتحدة عام 1949م. آنذاك كان المهندس يعمل في مشروع قياس مدى احتمال الجسم البشري للتباطؤ المفاجئ في السرعة.
جاءت بعد أن قام أحد الفنيين بغلطة في التوصيلات الكهربية فنهره مورفي قائلاً له «أن لو هناك احتمال حدوث خطأ ما فسوف يحدث».... وسمعه المسؤول عن المشروع وسرعان ما تحولت هذه العبارة إلى قانون مورفي بين العاملين. ثم حدث أن تحدث أحد العاملين في المشروع في مؤتمر صحفي وقال أن السبب الرئيسي في ارتفاع معدل السلامة في المشروع يرجع إلى قانون مورفي.
تبنته وكالة ناسا وصناعة الفضاء بعد ذلك وسرعان ما تناولته الصحف والمجلات وقام العديد بإضافة قواعد أو قوانين أخرى على نفس الشاكلة تغلب عليها الكوميديا والتشاؤم الساخر وأخذت في الازدياد على مر السنين لتشمل جميع مجالات الحياة، مثل: قانون دوشارم، قانون غولد. في العقد الأخير وبعد ظهور الإنترنت صارت هناك مواقع مخصصة لهذا الغرض تستقبل العبارات من كل مكان في العالم وتنتقي منها الأفضل لتضيفه.

## اقرأ أيضاً
- الحالة الأسوأ
- اليكم بعض القوانين الي كتبها اخرون :
- 1)يمكنك ان تكون راضيا فقط اذا كنت قانعا عن الاداء الذي تقدمه
- 2)اكثر مشكله تحاول ان تتجنبها سوف تترك كل الاخربن و تتجه اليك
- 3) لاتحاول ان تتعاطف مع من تحب كي لا يتركك
- 4)اكثر كارثة ممكن ان يفعلها الانسان في نفسه هي ان لا يفعل اي شيئ
- 5)تقبل حقيقة ان النقص جزء من الحياة
- 6)اكثر الناس حبا لك هم من يبخوك على افعالك
- 7)اكثر الناس كرها لك هم من يشجعوك على اخطائك